# Seznam španskih teologov
Seznam španskih teologov.

## A
- Mateo Aimerich
- Martín de Azpilcueta

## B
- Domingo Báñez
- Bartolomé de Medina
- Gonzalo de Berceo

## C
- Melchor Cano
- Juan Caramuel y Lobkowitz
- Alvaro Cienfuegos

## E
- Javier Echevarría
- Elipando Toledski
- Antonio Escobar y Mendoza
- Josemaría Escrivá de Balaguer
- Diego de Estella

## I
- Ignacij Lojolski (Ignacio de Loyola)
- zidora Seviljska

## J
- Janez od Križa (Juan de Yepes)
- Juan de Ávila (Janez Avilski)

## L
- Luis Francisco Ladaria Ferrer
- Ramon Llull
- Ignacij Lojolski (Ignacio de Loyola)

## M
- Luis de Molina
- Moše Ben Nahman

## N
- Domingo Fernández Navarrete

## O
- Fernando Ocáriz Braña

## P
- Álvaro del Portillo

## R
- Ramon Sibiuda

## S
- Juan Ginés de Sepúlveda
- Miguel Servet
- Jon Sobrino (*1938)
- Francisco Suárez

## T
- Tereza Avilska
- Tomás de Torquemada

## V
- Francisco de Vitoria